# Смелова, Вера Григорьевна
Вера Григорьевна Смелова (укр. Віра Григорівна Смєлова; род. 12 декабря 1937, Петрово, Николаевская область) — советская и украинская спортсменка и тренер. Заслуженный тренер СССР, Заслуженный тренер УССР (1980), Заслуженный работник физической культуры и спорта Украины. Почётный гражданин посёлка Петрово (2001).

## Биография
Родилась 12 декабря 1937 года в посёлке Петрово Петровского района (ныне Кировоградской области) Украинской ССР.
Окончила Львовский государственный институт физической культуры и спорта. Работала тренером по плаванию спортивного комплекса «Богатырь» в Кривом Роге. Работала старшим тренером сборной по плаванию СССР.
В числе её воспитанников два олимпийских чемпиона — Сергей Фесенко и Александр Сидоренко (1980), десятки мастеров спорта и мастеров международного класса, много спортсменов-разрядников. Её ученики называли тренера «Веровна».
В 1990 году вернулась в родной посёлок, где возглавила районный спортивный комитет. Много усилий Вера Григорьевна приложила к открытию детской спортивной школы, которую возглавляет по настоящее время. Участвует в общественной жизни Петровского района.